# L'Acadie, l'Acadie?!?
Pour plus de détails, voir Fiche technique et Distribution.
L'Acadie, l'Acadie?!? est un long métrage documentaire canadien sorti en 1971. Il suit les manifestations des étudiants de l'Université de Moncton en 1968 et 1969.

## Propos
Le film est en trois parties.
La première partie relate la grève des étudiants de l'Université de Moncton (février 1968), qui réclament un gel des frais de scolarité, une augmentation substantielle des subsides gouvernementaux consentis à l'Université de Moncton (université francophone, beaucoup moins financée que l'Université du Nouveau-Brunswick, université anglophone) et le bilinguisme de la municipalité de Moncton. On y assiste notamment à l'audience consentie par le maire de la ville à trois représentants étudiants, audience où il les reçoit cavalièrement et leur interdit de s'exprimer en français et de déposer leur mémoire en français. Pendant la déposition des francophones, qui peinent à s'exprimer en anglais, les conseillers municipaux toussent volontairement en signe d'indifférence.
La deuxième partie est un genre d'intermède où le réalisateur interroge les protagonistes, ainsi que quelques Acadiens âgés, sur le sens des mots « Acadie » et « Acadien ». L'Acadie n'a aucune réalité géographique délimitée et n'est pas reconnue politiquement. L'Acadie, c'est les Acadiens, mais il se dégage des témoignages un genre de résignation selon laquelle les Acadiens sont une minorité, le seront toujours et ont été habitués par une éducation religieuse très sévère à se soumettre à l'autorité et à ne pas revendiquer leurs droits. Certains jeunes songent à émigrer au Québec, où ils pourraient enfin exister en tant que francophones sans subir le mépris des anglophones et sans craindre de perdre leur langue.
La troisième partie montre l'occupation du pavillon des Sciences de l'Université de Moncton, en 1969, par des étudiants menés par les mêmes leaders que l'année précédente. L'occupation dure dix jours, après quoi un contingent policier débarque et promet aux étudiants qu'ils ne seront accusés de rien s'ils sortent pacifiquement. Après une « résistance passive » de trente minutes recommandée par un de leurs professeurs (ils restent couchés sans rien faire), les quelques dizaines d'étudiants décident de quitter l'université bras dessus, bras dessous en chantant.
En guise d'épilogue, deux étudiantes ayant participé à la manifestation discutent de leur expérience récente : la première, devenue enceinte, a d'abord voulu se faire avorter puis a changé d'idée à la dernière minute, et est maintenant heureuse d'attendre son enfant. La seconde, plus pessimiste, est heureuse de s'être fait avorter parce qu'elle estime que le monde n'a rien à donner à un être humain de plus sur terre et qu'elle considère que « c'est une victoire, dans la vie, d'avoir empêché la vie ».
Le titre est inspiré d'une des protagonistes qui, lorsqu'on lui demande de définir l'Acadie, répond, perplexe : « L'Acadie, l'Acadie... L'Acadie, euh... C'parc'je sais pas quoi en penser... C'est vous autres qui me posez la question... Y a pas de réponse, quoi. L'Acadie, l'Acadie... »

## Forme
Le réalisateur nous montre les événements et les protagonistes un peu sous forme de « cinéma-vérité ». Pour l'essentiel du film, on les voit discuter entre eux et agir. Plusieurs extraits sont manifestement des interviews, mais sans qu'on ne voie ni n'entende jamais (sauf très rares et très courtes exceptions hors champ) l'intervieweur. La narration se résume à un court texte d'introduction puis à quelques intertitres épars.

## Propos
Dans ce film plutôt pessimiste, Perrault cherche entre autres à envoyer un message aux Québécois : le sort des Acadiens est celui qui les attend s'ils ne se prennent pas en main collectivement. Perrault « insiste à travers ses films sur l'élaboration d'un projet collectif et sur la perpétuation d'une mémoire collective. La perte de l'esprit de communauté mène au démembrement de la nation, comme il est suggéré à la fin du film. »
La sortie du film est retardée d'une année, forme de censure politique, en vue d'en atténuer l'impact.

## Fiche technique
- Titre original : L'Acadie, l'Acadie
- Réalisation : Michel Brault, Pierre Perreault
- Montage : Monique Fortier
- Musique : Valère Blais, Majorique Duguay
- Production : Guy L. Coté, Paul Larose
- Société de production : Office national du film
- Pays d’origine :  Canada
- Langue : Français et anglais
- Format : Noir et blanc, 35 mm
- Genre : Documentaire
- Durée : 117 minutes
- Date de sortie : 1971

## Distinctions
- Le film a été présenté à la Quinzaine des réalisateurs, en sélection parallèle du festival de Cannes 1971[4].
- Grand prix du festival du film francophone de Dinard en 1971[5].